# Takamacu Tosicugu
Takamacu Tosicugu (高松 寿嗣; Hepburn: Toshitsugu Takamatsu) (1887. március 10. – 1972. április 2.) nevezetes japán harcművész volt.

## Gyermekkor, család
1887. március 10-én, a Meidzsi-kor 23. évében, Hjógo prefektúra Akasi városában született Hiszacugu néven. (A Tosicugut ugyanazokkal a kandzsikkal írják, mint a Hiszacugut.) Nehéz gyermekkora volt. Az apja nagyon szigorú, mondhatni, erőszakos volt, ő maga sokat betegeskedett. A legfontosabb nő az életében Nao, a nagyanyja volt, akit nagyon szeretett. Élete folyamán sok nevet kapott, úgymint Jokuó, Csoszui, Kikaku, Sódzsuken, Garakuta, Budzsin, Kozan és Kjósa. Fiatal korában Dzsútaróként ismerték, halála után a Dzsunsókakudzsú Zendzsómon nevet kapta.
Az apja, a kumanói sugendó buddhista szekta papja azt akarta, hogy a fia lépjen be a hadseregbe, de mivel beteges, gyenge gyerek volt, ezért letett erről a szándékáról. Az iskolatársai gyakran bántalmazták. Az apja beszélt az ifjú Takamacu nagyapjával, Toda Sinrjúken Maszamicuval, hogy tanítsa, eddze Tosicugut. Toda úgy érezte, hogy a budó segíteni fog Tosicugun, erősebbé és egészségesebbé fog válni általa.

## A budó tanulása
Így hát Tosicugu elkezdett tréningezni a nagyapja dódzsójában. Iskola után minden délután és este a nagyapjától sindenfudó-rjút tanult. Az idős Toda a sindenkotó-rjú karatét is oktatta, amely később beleolvadt a kotó-rjú koppódzsucuba, a gjokkó-rjú kossidzsucuba, a kumogakure-rjú ninpóba, a gjokusin-rjú ninpóba és a togakure-rjú ninpóba. Kivételes helyzetben volt, mert nem idősebb tanítványoktól, hanem közvetlenül a nagymestertől tanulhatott. Az első technikákat egy évvel azután sajátította el, hogy elkezdett járni a dódzsóba.
13 évesen a sindenfudó-rjú mestere lett. Ezután a nagyapja más stílusokat is tanított neki. Még 13 évesen, 1900-ban beiratkozott George Bundow Angol Iskolájába és a kóbei Kínai Klasszikus Iskolába. Ekkortájt kezdte el tanulni a takagi josin-rjút, aminek akkor Mizuta Tadafusze Jositaró volt a 15. nagymestere.
A nagyapja Iga tartománybéli szamurájcsalád leszármazottja volt, maga is szamuráj. Elődei közül néhányan ismerték a nindzsucut, aminek ő is mestere lett. Hamar felismerte, hogy a budó és a nindzsucu nagy ajándék Tosicugu számára, és eldöntötte, hogy mindent megtanít az unokájának. Ez sikerült is neki. 1909-ben a nagyapa, a togakure-rjú nindzsaiskola 32. nagymestere meghalt, így Takamacu lett az új nagymester, a 33-ik a sorban. 1910-ben Tosicugu lett a gikan-rjú és a kukisin-rjú nagymestere is. Több koreai és kínai harcművészeti rendszerrel is megismerkedett, hosszú időt töltött Kínában és Mongóliában.

## A szabályok
Több olyan szabályt is felállított önmagának, amelyekről úgy gondolta, be kell tartani a megfelelő életmód eléréséhez.
- Kerülni kell a haragot és a dühöt, mert az erő és energiavesztéssel jár, és túlzott erőkifejtésre sarkall.
- Kerülni kell az idegeskedést, nem szabad túl sokat gondolkodni jelentéktelen dolgokon.
- Kerülni kell a sok beszédet. Az ismételgetés, fecsegés gyengíti a lelket.
- Kerülni kell a vágyakozást, helyette a jóra és a helyesre kell koncentrálni.

A Taisó-korban feleségül vette Tanét. Soha nem született gyerekük, így örökbe fogadtak egy lányt, Josikót. Idős korában egy kis teaházat vezetett Kasibavarában. Ezeken felül volt egy dódzsója, ahol válogatott tanítványoknak oktatta a nindzsucut.

## Hacumi Maszaaki érkezése
1957-ben új tanuló jelentkezett nála, Hacumi Maszaaki, aki akkor 26 éves volt. Takamacu a halála előtt pár évvel kiválasztotta Hacumit örököséül, és megtanított neki mindent, amit csak tudott. 80 éves koráig aktívan edzett, de még azután is rendszeresen látogatta és ellenőrizte Hacumi tréningjeit.

## További tudnivalók
Takamacu a Nippon Minkoku Szeinen Butoku-Kai elnöke, népszerű dzsúdzsucu- és bódzsucumester volt.
Hacumi Takamacu emlékére nevezte el a dódzsóját Budzsinkan Dódzsónak, amelynek jelentése : "Ahol Az Isteni Harcos Gyakorol".
Takamacu szenszei kéz- és lábujjain a körmök állítólag 3–4 mm vastagok voltak, ugyanis haláláig úgy edzette a kezét, hogy nyers fákról tépkedte le a kérget.